# Gijsbert de Groot
Gijsbert de Groot (Amsterdam, 1660 - aldaar, 1692) was een Amsterdamse uitgever, boekbinder en boekverkoper.

## Levensloop
Gijsbert de Groot was zoon van glazenmaker Gijsbert de Groot en Neeltje Harmens Starkenburgh. Hij had één zus, Willemijntje.
Hij trouwde op 24-jarige leeftijd met de 19-jarige Hendrina (Hendrickje) Blaeuw in november 1684.
Gijsbert heeft kinderen gehad, waarvan bekend is dat er drie voortijdig zijn overleden (in 1687, 1690 en 1695). Dochters Cornelia de Groot en Catarina de Groot groeiden wel op.

## Boekhandel en uitgeverij
Gijsbert de Groot werd de winkel op de Nieuwendijk in Amsterdam nagelaten door zijn oom Michiel de Groot, door wie hij vermoedelijk ook is opgeleid. In 1687 nam Gijsbert de winkelwaar over van de weduwe van zijn oom. Er zijn verscheidene drukken verschenen onder zowel de naam van Gijsbert de Groot als de weduwe van Michiel de Groot.
Na Gijsberts overlijden nam Hendrickje Blaeuw de winkel over en er verschenen drukken op naam van de weduwe van Gijsbert de Groot. Zij heeft de zaak nog ongeveer twintig jaar voortgezet. Na haar overlijden verschenen er ook nog drukken onder haar naam maar meer onder de naam van de ‘Erven van de weduwe van Gijsbert de Groot’. In 1738 nam de kleinzoon van Gijsbert de Groot, Gijsbert de Groot Keur, de zaken over onder zijn eigen naam.

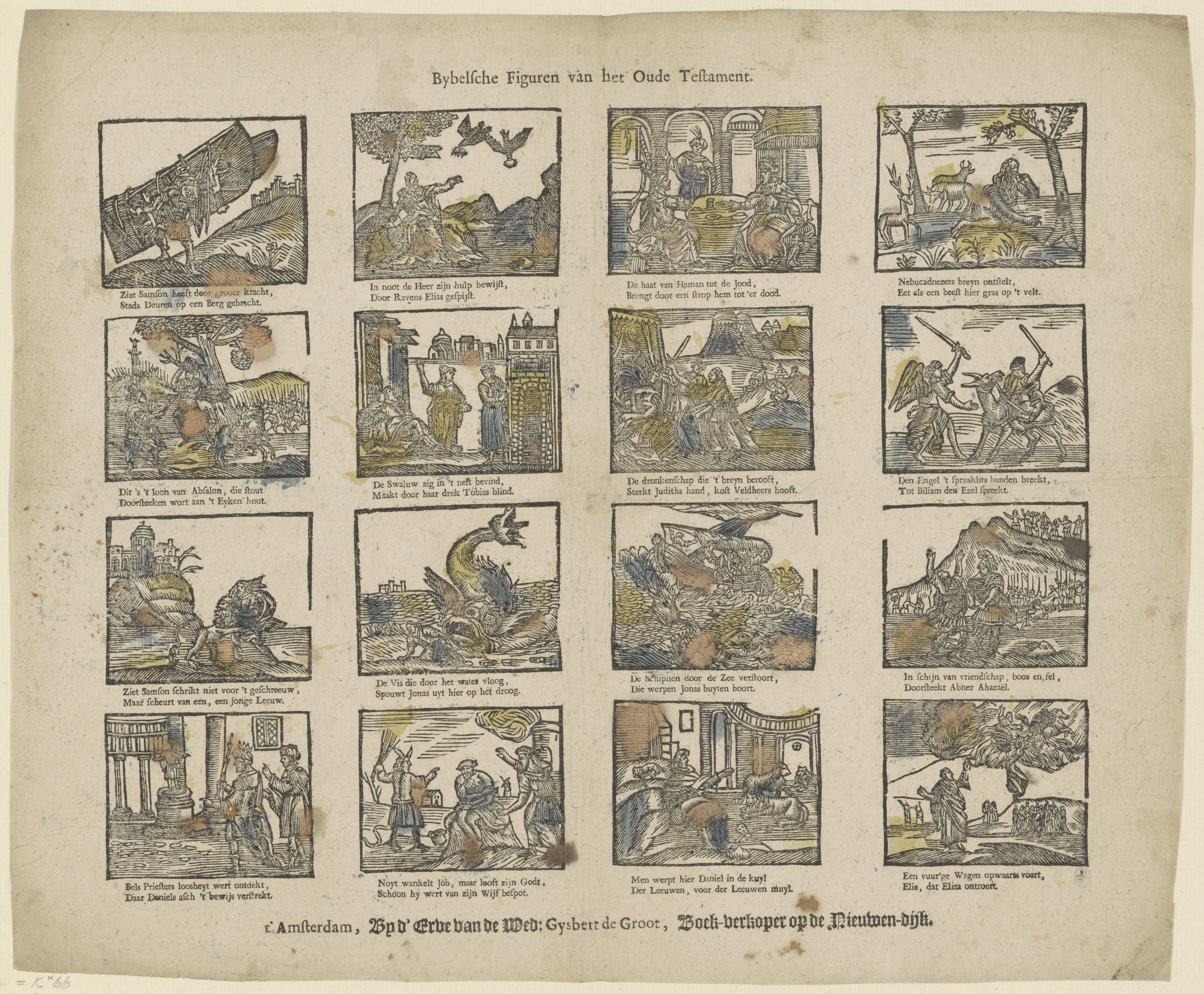
Bijbelse figuren van het Oude Testament (1725-1738), gedrukt door de erven van de weduwe van Gijsbert de Groot

## Drukken en uitgaven
Gijsbert de Groot gaf voornamelijk stichtelijk werk uit, maar ook toneelstukken. De eerste uitgave van Veranderlijck geval, of stantvastige liefde, Blijspel in 1692 verscheen met het adres: ‘Bij Gijsbert de Groot, boeckverkooper tusschen de beyde Haerlemmersluysen’. De latere uitgave uit 1696 geeft als adres: ‘Bij de Wed. we van Gijsbert de Groot, boeckverkopster op den Nieuwendijck in den Beslagen Bijbel’. Toen de boekhandel nog op naam van de weduwe van Michiel de Groot stond, zijn er ook een aantal boeken verschenen onder naam van de weduwe van Michiel de Groot en Gijsbert de Groot gezamenlijk. Bijvoorbeeld W.D. Hoofts Klucht van Stijve Piet, waar vermeld staat: ‘By de weduwe van Michiel de Groot, en Gijsbert de Groot, Boeck-verkoopster, tusschen beyde de Haerlemmer-Sluysen, 1682’.